# زنبور انگل
زنبور انگل (نام علمی: Parasitica) نام یک راسته از زیرراسته باریک‌تنه‌داران است.